# Никифорова, Екатерина Васильевна
Екатерина Васильевна Никифорова (род. 25 октября 1935 года) - советский и российский ученый-селекционер. Кандидат сельскохозяйственных наук. Заслуженный агроном Российской Федерации (1996). Лауреат Государственной премии Российской Федерации (1999).

## Биография
Родилась в деревне Новая Малмыжского района Кировской области в крестьянской семье. В 1954 г. окончила Савальский сельскохозяйственный техникум. С 1955 г. агроном в хозяйствах Куменского района. В 1957 г. за выдающиеся успехи в производстве занесена в областную книгу почета. В 1963 г. по окончании агрономического факультета Кировского сельскохозяйственного института возглавила лабораторию селекции и первичного семеноводства клевера Государственной Фаленской селекционной станции Зонального НИИСХ Северо-Востока им. Н. В. Рудницкого.

## Научные достижения
С 1963 по 1996 г. заведующая лабораторией селекции и первичного семеноводства клевера ГСС НИИСХ Северо-Востока им. Н. В. Рудницкого. Ею восстановлена селекция многолетних трав, на высоком научно-методическом уровне организовано первичное семеноводство клевера. Внедрение в производство новых раннеспелых и зимостойких сортов позволило продвинуть на север границу устойчивого семеноводства клевера и существенно расширить возможности использования этой культуры в биологизации земледелия.
В 1983 г. защитила диссертацию по теме «Изучение, отбор и создание перспективного исходного материала для селекции клевера лугового (Trifolium pretense Z.) в условиях Северо-Востока Нечернозёмной зоны». В 1987 г. первый выведенный ученым среднеспелый сорт клевера лугового «Фаленский-86» удостоен золотой медали ВДНХ СССР. В настоящее время он является региональным стандартом по Волго-Вятскому и Уральскому регионам.
В 1999 г. за работу «Сорта клевера нового поколения – основа устойчивого кормопроизводства и биологизации земледелия Нечернозёмной зоны России» в составе коллектива авторов удостоена Государственной премии Российской Федерации в области науки и техники.
С 1996 по 2002 г. консультант и ведущий научный сотрудник лаборатории селекции и первичного семеноводства клевера. В 2013 г. за работу «Создание и внедрение высокоурожайных сортов многолетних бобовых трав – основа устойчивой кормовой базы и повышения почвенного плодородия Кировской области» в составе коллектива ученых присвоено звание Лауреата Премии Кировской области.
Является автором 12 районированных сортов клевера лугового и клевера гибридного, более 60 научных работ по селекции и семеноводству клевера. Имеет 9 патентов на сорта клевера.

## Награды
- Лауреат Премии Кировской области (2013)
- Почётное звание «Ветеран труда НИИСХ Северо-Востока им. Н. В. Рудницкого» (1999)
- Лауреат Государственной премии Российской Федерации (1999)
- Почётное звание «Заслуженный агроном Российской Федерации» (1998)
- Золотая медаль ВДНХ (1987)
- Медаль «Ветеран труда» (1985)
- Знак «Молодой передовик производства» (1957)